# Протонеолит
Протонеолит је термин у археологији који се користи да би означио мезолитске културе у којима се могу уочити почеци култивације биљака и доместикације животиња, али се привређивање у већој мери и даље заснива на лову и сакупљању плодова. Појава првих доместикованих животиња археолошки је потврђена у области планине Загрос, у подручју Курдистана на локалитету Зави Шеми Шанидар, где су откривени остаци припитомљене овце и козе.